# Phật tính
Phật tính (zh. fóxìng 佛性, ja. busshō, sa. buddhatā, buddha-svabhāva) là thể bất sinh bất diệt của mọi loài theo quan điểm Đại thừa. Theo đó, mọi loài đều có thể đạt giác ngộ và trở thành một vị Phật, không bị đời sống hiện tại hạn chế. Có nhiều quan điểm khác nhau về phật tính, người ta tranh cãi liệu tất cả mọi loài đều có Phật tính hay không, liệu thiên nhiên vô sinh vô tri như đất đá có Phật tính hay không.
Sự khác biệt giữa Tiểu thừa và Đại thừa là quan điểm về Phật tính có thường hằng (luôn có) trong mọi loài hay không. Tiểu thừa hầu như không nhắc đến Phật tính. Đại thừa xem đạt Phật quả là mục đích cao nhất, đó là sự thể hiện Phật tính nằm sẵn trong mọi chúng sinh, thông qua những phép tu học nhất định.
Theo Thiền tông thì mỗi chúng sinh đều có Phật tính, nhưng nói chung thì không tự biết và cũng không sống với sự tự hiểu biết này như một bậc giác ngộ, một vị Phật. Sự thức tỉnh này và sự sinh diệt, xảy ra từ khoảnh khắc này đến khoảnh khắc nọ, là biểu hiện của sự đồng nhất với Phật tính và cũng chính là mục đích của Thiền.
Như vị Thiền sư hiện đại người Nhật Bạch Vân An Cốc viết thì Phật tính, cũng đồng nghĩa với Pháp tính (sa. dharmatā, ja. hosshō), chính là cái mà người ta gọi trong Đại thừa là tính Không (sa. śūnyatā). Ông phát biểu: "Qua kinh nghiệm giác ngộ—nguồn gốc của tất cả những giáo lý đạo Phật—người ta ngộ được thế giới của tính Không. Thế giới này—chuyển động, không có trọng lượng, vượt mọi cá thể—vượt khỏi trí tưởng tượng của con người. Vì thế nên chúng ta không thể nào hiểu được và cũng không thể nào tìm hiểu được cái tự tính chân thật của vạn vật, cái Phật tính, pháp tính của chúng. Vì tất cả những gì chúng ta có thể tưởng tượng ra được đều phải có màu sắc nên tất cả những gì chúng ta tưởng tượng về Phật tính tất nhiên là sai. Cái người ta có thể tưởng tượng được chỉ là sự phản chiếu của Phật tính—nhưng không phải Phật tính. Nhưng, mặc dù Phật tính không thể diễn bày (Bất khả thuyết), không thể nghĩ bàn (bất khả tư nghị), chúng ta vẫn có thể tỉnh thức, chứng ngộ được nó bởi vì chúng ta bản lai là Phật tính."
Một thuật ngữ chỉ Phật tính khác là Bản lai thành Phật (本來成佛), nhưng ít phổ biến. Chủ ý có nghĩa là Phật tính ở mọi nơi, tất cả chúng sinh xưa nay vốn có Phật tính. Khái niệm này thường thấy trong các bộ kinh và luận của Đại thừa, như trong Đại thừa khởi tín luận và Viên Giác kinh.